# Адміралтейство
Адміралте́йство:
1. Стара російська назва основних центрів кораблебудування для окремого морського театру, тобто території порту з верф'ями, майстернями та складами для ремонту, спорядження і озброєння військових кораблів. В Росії в 18—19 століттях адміралтейства були у Воронежі, Петербурзі, Севастополі, Миколаєві, Херсоні та Кронштадті. Головне адміралтейство Російської імперії знаходилося в Петербурзі на лівому березі Неви. З 1704 по 1844 тут будували кораблі, а потім розташовувалися органи управління флотом.
2. Адміралтейство у Великій Британії (British Admiralty) — найвищий орган управління та командування морськими силами, відповідник морського міністерства. Існувало з 1690 року як колегія з тимчасових членів (Commisioners) замість одноосібного управління лорда верховного адмірала, що існувало до того. Пізніше і до тепер на чолі Адміралтейства стоїть перший лорд Адміралтейства, він же морський міністр з підпорядкованою йому Радою Адміралтейства, яка складається з найвищих морських офіцерів.

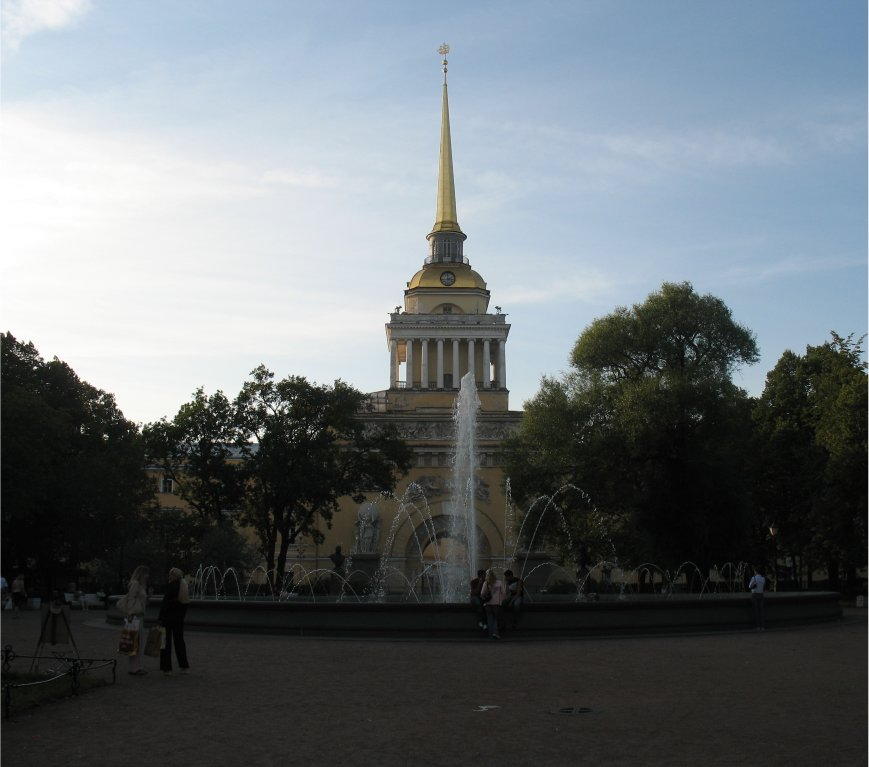
Адміралтейство, СП-Б, 2006

3. Адміралтейство, СП-Б, 2006 Будівля в Санкт-Петербурзі — визначний пам'ятник російської архітектури в стилі класицизму. Закладене в 1704 році за кресленням Петра І. В 1727—1738 перебудовувалося архітектором І. К. Коробовим. В 1806—23 докорінно реконструйоване в стилі класицизму арх. А. Захаровим, стало архітектурною прикрасою міста. Композицію Адміралтейства побудовано на контрасті рівних стін і колонад портиків. Головна брама увінчана баштою з позолоченим шпилем («Адміралтейський шпиль»). Зовні і всередині Адміралтейство прикрашене скульптурами Ф. Щедрина, С. Піменова та інших.